# Come faceva freddo/Ma chi è che dorme insieme a me?
Come faceva freddo/Ma chi è che dorme insieme a me? è un singolo della cantante italiana Nada pubblicato nel 1973 dalla casa discografica RCA.
Entrambi i brani fanno parte dell'album Ho scoperto che esisto anch'io.

## Tracce
1. Come faceva freddo (Di Gianni Marchetti, Piero Ciampi e Pino Pavone)
2. Ma chi è che dorme insieme a me? (Di Gianni Marchetti, Piero Ciampi e Pino Pavone)